# Metropolita de Toda a América e Canadá
Metropolita de Toda a América e Canadá (em inglês:  Metropolitan of All America and Canada), ou Arcebispo de Washington, Metropolita de Toda a América e Canadá, é o título oficial do primaz da Igreja Ortodoxa na América desde 1º de julho de 2009. De 2005 até 1º de julho de 2009, o título oficial incluía a Sé de Nova York: "Arcebispo de Washington e Nova York, Metropolita de Toda a América e Canadá". Em 1º de julho de 2009, o Santo Sínodo da Igreja Ortodoxa na América dividiu a diocese de Washington e Nova Iorque, restaurando a diocese de Washington e a diocese de Nova Iorque-Nova Jersey.
A Igreja Ortodoxa na América (OCA) é a mais jovem das Igrejas Ortodoxas. Sua história remonta ao século XVIII, quando surgiram as primeiras paróquias ortodoxas na América do Norte. A autocefalia da Igreja Ortodoxa na América foi concedida em 1970 pela Igreja Ortodoxa Russa. No díptico da Igreja russa, a Igreja Ortodoxa na América ocupa o décimo quinto lugar depois da Igreja Ortodoxa das Terras Tchecas e Eslováquia. Mas a autocefalia da Igreja Ortodoxa na América não é reconhecida pela Igreja de Constantinopla e outros patriarcados antigos.
De 12 de novembro de 2008 até sua renúncia em 7 de julho de 2012, Sua Beatitude o Metropolita Jonas foi o primaz. O novo primaz foi eleito no XVII Conselho de Toda a América em Parma, Ohio, em 13 de novembro de 2012.

## Metropolitas
- Irineu (Bekish) (1965–1977) - Arcebispo de Nova Iorque, Metropolita de Toda a América e Canadá. Em 1970, a Metrópole russa (também conhecida como Igreja Greco-Católica Ortodoxa Russa na América do Norte) recebeu autocefalia e foi renomeada como Igreja Ortodoxa na América;
  - Silvestre (Haruns) (1974–1977) - Arcebispo de Montreal e Canadá, Administrador Temporário da Igreja Ortodoxa na América. O Arcebispo Silvestre foi nomeado administrador temporário em 1974 e cuidou dos negócios do dia-a-dia da Igreja para o Metropolita Irineu, cuja saúde estava falhando.
- Teodósio (Lazor) (1977-1980) - Arcebispo de Nova Iorque, Metropolita de Toda a América e Canadá;
- Teodósio (Lazor) (1981–2002) - Arcebispo de Washington, Metropolita de Toda a América e Canadá. Entrou na aposentadoria após sofrer uma série de derrames em 2 de abril de 2002;
- Germano (Swaiko) (2002–2005) - Arcebispo de Washington, Metropolita de Toda a América e Canadá;
- Germano (Swaiko) (2005–2008) - Arcebispo de Washington e Nova Iorque, Metropolita de Toda a América e Canadá. Renunciou voluntariamente a pedido do Comitê Especial de Investigação da OCA em 4 de setembro de 2008. O Arcebispo Dmitri de Dallas serviu como lugar-tenente até que um sucessor fosse nomeado;
- Jonas (Paffhausen) (2008–2009) - Arcebispo de Washington e Nova Iorque, Metropolita de Toda a América e Canadá;
- Jonas (Paffhausen) (2009–2012) - Arcebispo de Washington, Metropolita de Toda a América e Canadá. Renunciou em 6 de julho de 2012;[4]

- Ticônio (Mollard) (2012–Presente) - Arcebispo de Washington, Metropolita de Toda a América e Canadá. Ticônio é o segundo Metropolita da OCA que não foi criado como cristão ortodoxo.[3]